# Zhu Jiner
Zhu Jiner (朱锦尔S, Zhū Jǐn'ěrP; 16 novembre 2002) è una scacchista cinese, grande maestro.
Da giugno 2019 è tra le prime trenta giocatrici della classifica mondiale FIDE femminile. Medaglia di bronzo al Campionato del mondo juniores di scacchi femminile del 2018.

## Carriera
Nel 2016 vince il Mondiale giovanile under 14 femminile di Chanty-Mansijsk in Russia con 8,5 su 11 distaccando di mezzo punto la seconda classificata Aleksandra Mal'cevskaja.
Nel 2018 in settembre ottiene il terzo posto al campionato del mondo juniores femminile di Gebze in Turchia con 8 punti su 11 a pari merito con altre quattro giocatrici. In novembre partecipa al Mondiale femminile 2018 di Chanty-Mansijsk. Al primo turno elimina Lela Javakhishvili per 2 a 0, al secondo turno arriva allo spareggio rapid con Natal'ja Pogonina, dove perde con un secco 2 a 0 (risultato totale 4 a 2).
Nel 2021 in maggio arriva terza al Campionato cinese di scacchi femminile con 8 punti su 12, a solo mezzo punto dalla vincitrice Yu Yangyi e a pari punti con Ning Kaiyu nei confronti della quale ha un peggiore spareggio tecnico. In novembre partecipa al FIDE Women's Grand Swiss, evento che la vede giungere terza con 7,5 punti su 11, a un punto e mezzo dalla vincitrice, sua connazionale, Lei Tingjie e a pari merito con Elisabeth Pähtz, che però vantava un migliore punteggio nello spareggio tecnico.
Nel 2023 partecipa alla Coppa del Mondo femminile di Baku da testa di serie. A Baku vince con l'ucraina testa di serie Julija Os'mak agli spareggi per 3-1, ma viene eliminata al quarto turno (ottavi di finale) dalla connazionale Tan Zhongyi, con il risultato di 0,5-1,5.